# Brüsselsches Institut

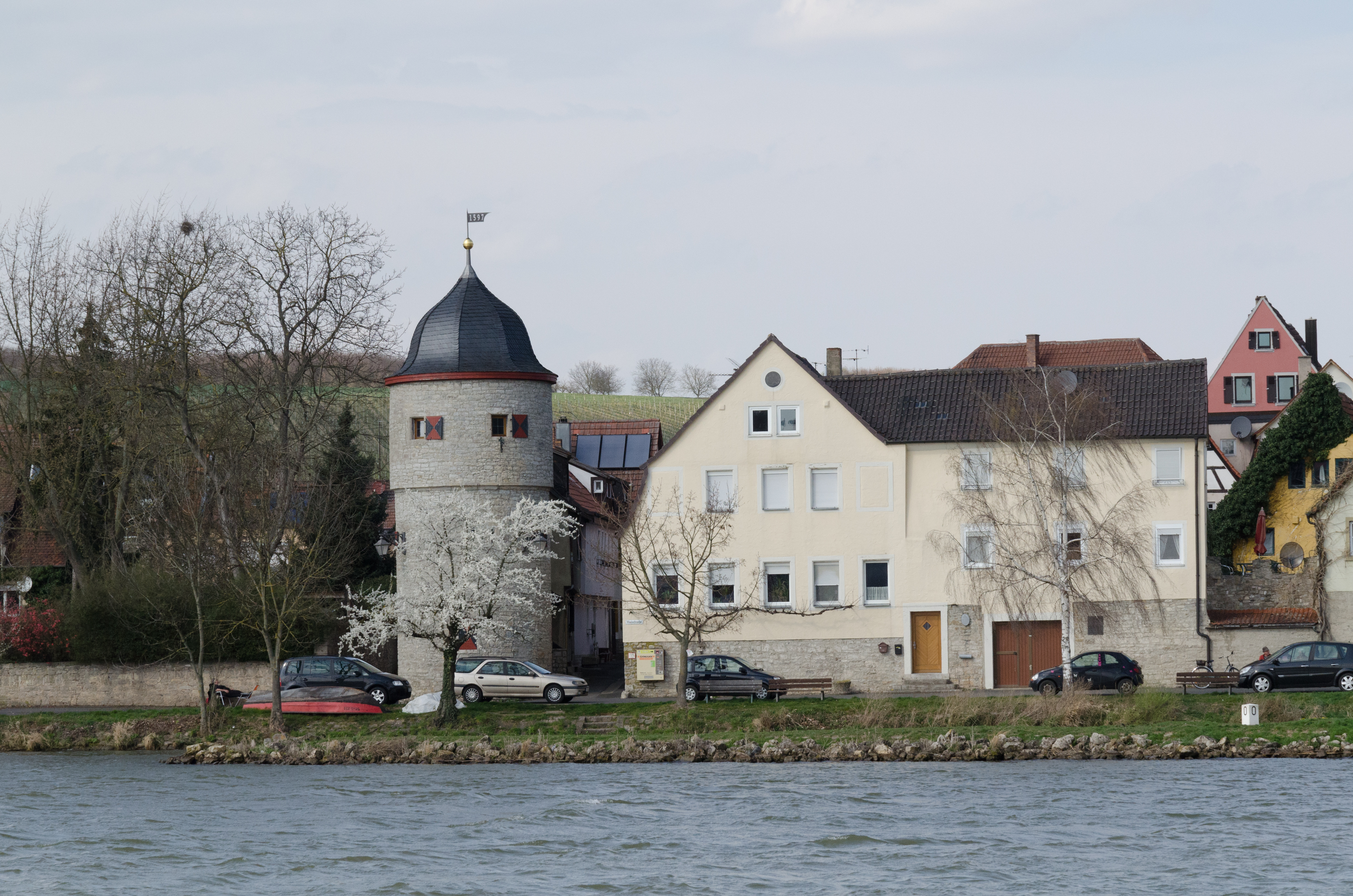
Das ehemalige Brüsselsche Institut in der Segnitzer Maingasse

Das Brüsselsche Institut (voller Name Brüsselsche Handelslehr- und Erziehungsanstalt) war eine Handelsschule mit Internat. Sie bestand zwischen 1848 und 1881 im unterfränkischen Segnitz und war für ihre internationale Schülerschaft bekannt.

## Geschichte
Die Schule ist eng mit ihrem Gründer Julius Brüssel verbunden. Brüssel arbeitete bereits ab 1830 als Vorsänger und Religionslehrer für die örtliche jüdische Gemeinde. Brüssel plante die Errichtung einer jüdischen Handelsschule und nahm hierzu Kontakt mit dem Landgericht in Ochsenfurt auf. Nachdem er die Verwaltung auf seiner Seite wusste, überzeugte er die Gemeinde Segnitz, die in dieser Schule „kein entgegen stehendes Hinderniß“ erkennen konnte. Man erhoffte sich im Gegenteil viele Vorteile von einer solchen Bildungsanstalt. Am 22. Februar 1848 erhielt Brüssel die Genehmigung zur Errichtung einer Schule. Zu diesem Zeitpunkt sollte die Schule bereits ein „Pensionath“, also ein Internat, mit beinhalten und ausschließlich männliche Personen aufnehmen (Jungenschule).
| Name                  | Amtszeit  |
| Julius Brüssel        | 1848–1855 |
| Ernst Emil Uttner     | 1855–1859 |
| Simon Levi Eichenberg | 1859–1872 |
| Samuel Spier          | 1872–1881 |

Brüssel schaltete Anzeigen für seine neue Schule. Im Fokus sollte die Ausbildung im Handelsfach stehen. Daneben wurde die religiöse Erziehung der Jungen gefördert. In den frühen Quellen, die über die Schule berichten, konzentrierte sich die Ausbildung auf die Fächer Religion, deutsche Sprache, Geografie, Geschichte und Naturwissenschaften. Die dezidiert kaufmännische Ausbildung sollten die Kinder durch die Fächer Arithmetik, Correspondenz, Buchführung, Gewichtskunde und die Ausbildung in englischer und französischer Sprache erhalten. Im Jahr 1852 tauchten daneben weitere Fachbereiche auf. So erhielten die Schüler Unterricht in Katechismus, Hebräisch, Schönschreiben, Orthographie, Stilübungen und Zeichnen.
Die Schule war in einem Haus an der heutigen Mainstraße 26, dem sogenannten Cours, untergebracht. Aufgrund der wachsenden Schülerzahl mussten in den folgenden Jahren mehrere weitere Baulichkeiten angemietet werden. Einige der Häuser bestehen heute noch und sind eingetragene Baudenkmäler. So waren die Schüler im sogenannten Schöningshaus (heutige Linsengasse 1) und im Ballinshaus (Hans-Kesenbrodstraße 2) untergebracht, sowie im sogenannten Mayerischen Haus, das nicht lokalisiert werden konnte. Das Internat wurde mit einer strengen Lebensweise beworben. Außerdem hob Brüssel die landschaftlichen Vorzüge des im Maintal gelegenen Segnitz hervor. Die Schule sollte allen Klassen den Zugang zur Bildung ermöglichen, allerdings war die Zahlung eines Schulgeldes in Höhe von 150 Gulden pro Schuljahr für Internatsschüler und 50 Gulden für weitere Schüler Pflicht.
Obwohl die Schule als Haus für jüdische Schüler beworben wurde, besuchten auch christliche Kinder das Brüsselsche Institut. In der Anfangszeit rekrutierte sich die Schülerschaft vor allem aus Segnitzer Familien, wobei auch die Familie von Julius Brüssel selbst die Schule besuchten. Bereits 1853 war das Internat mit 32 Kindern belegt. Die Schüler waren bei ihrer Einschulung zwischen 11 und 13 Jahren alt, ein früherer Schuleintritt war allerdings auch möglich. Aufgrund der stark wachsenden Schülerzahl mussten die Baulichkeiten am Main bereits im Jahr 1854 erweitert werden. Als Julius Brüssel am 2. November 1855 starb, wurde der Bestand der Schule dennoch in Frage gestellt und Brüssels Witwe Philippine Vögelein Brüssel musste sich mit dem Landgericht Ochsenfurt auseinandersetzen.
Schließlich erfolgte bis 1856 die endgültige Anerkennung des Instituts. Zum Nachfolger Brüssels stieg der bisherige Sprachlehrer Prof. Ernst Emil Uttner auf. Im Schuljahr 1857/1858 wurden drei Klassen von vier Lehrern unterrichtet. Die Schule musste fünf Tage in der Woche, jeweils von 7 bis 18 Uhr, besucht werden. Der Samstag war dem Religionsunterricht und einigen außerordentlichen Vorträgen vorbehalten und am Sonntag mussten die Schüler zwischen 8 und 11 Uhr sowie von 14 bis 16 Uhr neuerlich den Religionsunterricht besuchen. Bis 1869 differenzierte sich die Schülerschaft weiter aus. Im Brüsselschen Institut lebten 120 Schüler. Darunter waren „5 Amerikaner, 75 Oesterreicher, 5 Preußen, 6 Württemberger, 2 Thüringer, 1 Italiener, 23 Bayern, 2 Russen und 1 Mecklenburger.“
Erst in der zweiten Hälfte des 1870er Jahren sank die Schülerzahl des Instituts. So sind im Jahr 1879 nur noch 52 Schüler nachweisbar. 1881 besuchten lediglich noch 19 Heimschüler und 4 Tagesschüler die Schule. Der Niedergang war eng mit der Reichsgründung und dem sogenannten Gründerkrach verbunden. Insbesondere die Familien aus Österreich-Ungarn konnten sich die hohen Schulgelder nicht mehr leisten und verzichteten auf die teure Reise in das Deutsche Reich. Außerdem war Segnitz durch seine Abseitslage benachteiligt. So entwickelte sich das auf der gegenüberliegenden Mainseite verortete Marktbreit zur Schulstadt. Das Brüsselsche Institut wurde erst im Jahr 1964 vom englischen Schriftsteller Nicholas Furbank wiederentdeckt. Der Autor recherchierte zu diesem Zeitpunkt über den Schüler Italo Svevo.

## Bekannte Schüler
- Italo Svevo (1861–1928), italienischer Schriftsteller. Svevo besuchte unter seinem bürgerlichen Namen Ettore Schmitz das Internat, Segnitz tauchte in späteren Büchern als Handlungsort auf